# Delma butleri
Espèce
Delma butleri est une espèce de geckos de la famille des Pygopodidae.

## Répartition
Cette espèce est endémique d'Australie. Elle se rencontre en Australie-Occidentale, dans le Territoire du Nord, en Australie-Méridionale, dans le Victoria, en Nouvelle-Galles du Sud et dans le sud du Queensland.

## Étymologie
Cette espèce est nommée en l'honneur de William Henry Butler.

## Publication originale
- Storr, 1987 : Three new legless lizards (Pygopodidae) from Western Australia. Records of the Western Australian Museum, vol. 13, no 4, p. 345-355 (texte intégral).